# Rudolf Petrovitz
Rudolph Petrovitz, född 20 augusti 1906 i München, död 7 augusti 1974 i Göllersdorf, var en tysk entomolog specialiserad på skalbaggar. Petrovitz hade ett världsrykte och samarbetade med många utländska entomologer, vetenskapliga institut och zoologiska museer. Släktet Petrovitzia och arten Glycyphana petrovitzi är uppkallade efter honom.
Auktorsnamnet Petrovitz kan användas för Rudolf Petrovitz i samband med ett vetenskapligt namn inom zoologin; se Wikipedia-artiklar som länkar till auktorsnamnet.